# Cryptoheros septemfasciatus
Cryptoheros septemfasciatus är en fiskart som först beskrevs av Regan, 1908.  Cryptoheros septemfasciatus ingår i släktet Cryptoheros och familjen Cichlidae. Inga underarter finns listade i Catalogue of Life.